# Eduardo Zuleta Gaviria
Eduardo Zuleta Gaviria (Remedios, 1864- Bogotá, 1937) fue un médico cirujano, académico, diplomático e historiador colombiano, miembro del Partido Conservador Colombiano.
Zuleta ocupó diversos cargos públicos, siendo secretario diplomático en España, París, Madrid y Bruselas; presidente del concejo de Medellín, diputado de Antioquia, representante a la cámara de ese departamento, y cónsul y ministro plenipotenciario en Venezuela.
En el campo académico, fue rector de la Escuela Nacional de Minas de Medellín (fundada por Tulio Ospina Vásquez) y miembro de la Academia Colombiana de Historia, que dirigió en 1933, de la lengua y de la Academia Antioqueña de Historia. Destacó como investigador de la esclavitud y la herencia judía de Antoquia, así como estudioso de la obra de Miguel de Cervantes Saavedra.